# Chelsea Tower
De Chelsea Tower, ook bekend als de Al Salam Tower II en de Peace Tower, is een wolkenkrabber aan 90 Sheikh Zayed Road in Dubai, Verenigde Arabische Emiraten. De bouw begon in 2003 en werd in 2005 voltooid door de Dubai Contracting Company.

## Ontwerp
De Chelsea Tower is 250 meter hoog, tot de hoogste verdieping gemeten is dit 182,15 meter. Het telt 49 verdiepingen en heeft een totale oppervlakte van 65.920 vierkante meter. Het bevat in totaal 282 woningen, bestaande uit twee-, drie- en vierkamerappartementen. Een aparte parkeergarage van negen verdiepingen, bevat 347 parkeerplaatsen. Op het dak bevinden zich onder andere een zwembad van 25 meter, een fitnesscentrum en squashruimtes.
De Chelsea Tower heeft een vierkante plattegrond, waarvan twee hoeken via de centrale kern met elkaar zijn verbonden. De hoeken van deze diagonale structuur stijgen boven het dak uit en komen bij elkaar om de 40 meter lange spits te ondersteunen. Het modernistische gebouw is bekleed met blauw glas en witte aluminium panelen.